# Jean-Pierre Azéma
Jean-Pierre Azéma (París, 30 de septiembre de 1937-París, 14 de julio de 2025) fue un historiador francés.

## Biografía
Fue autor de varias obras históricas destacadas, lo que lo convirtió en una autoridad entre los historiadores franceses.
Especialista en la Segunda Guerra Mundial, más concretamente en el régimen de la Francia de Vichy y en la Resistencia francesa, fue también profesor universitario e impartió clases en el Instituto de Estudios Políticos de París.  Fue además uno de los historiadores convocados como testigo en el juicio de Maurice Papon (junto con Marc-Olivier Baruch, Robert O. Paxton y Philippe Burrin). También fue uno de los autores del documental L’Œil de Vichy de Claude Chabrol.  Participó en la conferencia organizada con motivo del 60.º aniversario de la muerte de Jean Moulin.
Fue miembro del consejo científico del Instituto François Mitterrand, una organización fundada por François Mitterrand con el objetivo de «contribuir a la difusión del conocimiento sobre la historia política y social de la Francia moderna». Apoyó a Ségolène Royal en las elecciones presidenciales.
Falleció el 14 de julio de 2025, a los 87 años de edad. Fue padre de la historiadora de Vichy Arianne Azéma.

## Obras seleccionadas
- 6 juin 44, 2004 (con Robert O. Paxton, Philippe Burrin)
- Jean Moulin : le politique, le rebelle, le résistant, 2003
- Jean Cavaillès résistant ou La pensée en actes, 2002 (bajo su dirección)
- De Munich à la Libération: 1938–1944, Cambridge University Press, 1990, nueva edición 2002
- Vichy : 1940–1944, 2000 (con Olivier Wieviorka)[6]
- 1938–1948 : les années de tourmente : de Munich à Prague : dictionnaire critique, 1995 (con François Bédarida)
- Histoire de l'extrême droite en France, 1994 (bajo la dirección de Michel Winock) Seuil, ISBN 978-2-02-018896-8
- Jean Moulin et la Résistance en 1943, Jean-Pierre Azéma (ed.), Institut d'histoire du temps présent, 1994
- Les libérations de la France, 1993 (con Olivier Wieviorka)
- La France des années noires, 1993 (con François Bédarida)
- Le régime de Vichy et les Français, 1992 (con François Bédarida)
- La IIIe République : 1870–1940, (con Michel Winock), Calmann-Lévy, 1970, reed. 1991
- 1940, l'année terrible, Seuil, 1990, ISBN 978-2-02-012131-6
- Paris Under the Occupation, Gilles Perrault, Jean-Pierre Azéma, Deutsch, 1989, ISBN 978-0-233-98511-4
- Les communistes français de Munich à Châteaubriand : 1938–1941, 1987 (con Antoine Prost y Jean-Pierre Rioux)
- Histoire générale politique et sociale : la France des années sombres, les années 40, 1987
- La collaboration : 1940–1944, 1975
- Les Communards, 1964 (con Michel Winock), Éditions du Seuil, 1970